# Comuna Lovrenc na Pohorju
Lovrenc na Pohorju (Občina Lovrenc na Pohorju) este o comună din Slovenia, cu o populație de 3.145 de locuitori (2002).

## Localități
Činžat, Kumen, Lovrenc na Pohorju, Puščava, Rdeči Breg, Recenjak, Ruta